# Бријансон
Бријансон (фр. Briançon) је насељено место у Француској у региону Прованса-Алпи-Азурна обала, у департману Горњи Алпи.
По подацима из 2011. године у општини је живело 11.876 становника, а густина насељености је износила 423,09 становника/km².

## Демографија
| 1962. | 1968. | 1975. | 1982. | 1990.  | 2011.  |
| ----- | ----- | ----- | ----- | ------ | ------ |
| 7.570 | 8.215 | 9.235 | 9.403 | 11.041 | 11.876 |